# Allopodagrion contortum
Allopodagrion contortum – gatunek ważki z rodziny Megapodagrionidae. Występuje na terenie Ameryki Południowej; stwierdzony od południowo-wschodniej Brazylii do północno-wschodniej Argentyny.